# Cantorchilus semibadius
Cantorchilus semibadius là một loài chim trong họ Troglodytidae.